# Daniel Glaser (Badminton)
Daniel Glaser (* 30. Juli 1981) ist ein schwedischer Badmintonspieler. 

## Karriere
Daniel Glaser gewann in Schweden zahlreiche Nachwuchstitel, ehe er 2002 erstmals Titelträger bei den Erwachsenen wurde. 2004 siegte er bei den Croatian International im Herrendoppel mit Dennis von Dahn. Weitere vordere Platzierungen erkämpfte er sich unter anderem bei den Welsh International 2000, den Hungarian International 2001 und den Bulgarian International 2005.

## Sportliche Erfolge
| Saison    | Veranstaltung                     | Disziplin    | Platz | Name                                                       |
| --------- | --------------------------------- | ------------ | ----- | ---------------------------------------------------------- |
| 1993/1994 | Schweden: Einzelmeisterschaft U15 | Mixed        | 1     | Daniel Glaser / Sara Persson (Täby BMF)                    |
| 1995/1996 | Schweden: Einzelmeisterschaft U17 | Herrendoppel | 1     | Daniel Glaser / Magnus Åkesson (Täby BMF)                  |
| 1997/1998 | Schweden: Einzelmeisterschaft U19 | Mixed        | 1     | Daniel Glaser / Frida Andreasson (Täby BMF / GBK)          |
| 1997/1998 | Schweden: Einzelmeisterschaft U17 | Herrendoppel | 1     | Gustav Ihrlund / Daniel Glaser (Hofors / Täby BMF)         |
| 1998/1999 | Schweden: Einzelmeisterschaft U19 | Mixed        | 1     | Daniel Glaser / Frida Andréasson (Täby BMF / GBK)          |
| 1998/1999 | Schweden: Einzelmeisterschaft U19 | Herrendoppel | 1     | Daniel Glaser / Gustaf Ihrlund (Täby BMF / Uppsala KFUM)   |
| 1999/2000 | Schweden: Einzelmeisterschaft U22 | Herrendoppel | 1     | Daniel Glaser / Gustav Ihrlund (Täby BMF / Uppsala KFUM)   |
| 1999/2000 | Schweden: Einzelmeisterschaft U19 | Mixed        | 1     | Daniel Glaser / Elin Bergblom (Täby BMF)                   |
| 2000      | Nordische Juniorenmeisterschaften | Herrendoppel | 1     | Daniel Glaser / Gustav Ihrlund                             |
| 2000/2001 | Schweden: Einzelmeisterschaft U22 | Mixed        | 1     | Daniel Glaser / Pernilla Pariola (Täby BMF / Uppsala KFUM) |
| 2001/2002 | Schweden: Einzelmeisterschaft U22 | Mixed        | 1     | Daniel Glaser / Elin Bergblom (Täby BMF)                   |
| 2001/2002 | Schweden: Einzelmeisterschaft     | Mixed        | 1     | Daniel Glaser / Johanna Persson (Täby BMF)                 |
| 2002/2003 | Schweden: Einzelmeisterschaft U22 | Herrendoppel | 1     | Daniel Glaser / Dennis von Dahn (Täby BMF)                 |
| 2004      | Croatian International            | Herrendoppel | 1     | Daniel Glaser / Dennis von Dahn                            |

## Referenzen
- Daniel Glaser (Badminton) beim Badminton-Weltverband

| Personendaten    | Personendaten                 |
| ---------------- | ----------------------------- |
| NAME             | Glaser, Daniel                |
| KURZBESCHREIBUNG | schwedischer Badmintonspieler |
| GEBURTSDATUM     | 30. Juli 1981                 |